# Дурой
Дуро́й (рос. Дурой) — село у складі Приаргунського округу Забайкальського краю, Росія.

## Населення
Населення — 781 особа (2010; 831 у 2002).
Національний склад (станом на 2002 рік):
- росіяни — 95 %